# 2. vestlige længdekreds
Den 2. vestlige længdekreds (eller 2 grader vestlig længde) er en længdekreds, der ligger 2 grader vest for nulmeridianen. Den løber gennem Ishavet, Atlanterhavet, Europa, Afrika, det Sydlige Ishav og Antarktis.